# سان-دينيس-أون-بوغيي
سان-دينيس-أون-بوغيي (بالفرنسية: Saint-Denis-en-Bugey)‏ هي بلدية فرنسية تقع في إقليم الآن. رمز إنسي لها هو:1345. أما الرمز البريدي لها فهو: 1500.